# Rudické propadání
Rudické propadání (někdy též Jedovnické propadání), chráněné jako národní přírodní památka, leží ve střední části CHKO Moravský kras severně od města Brna,na katastrálním území obce Rudice v okrese Blansko. Spolu s Býčí skálou tvoří druhý nejdelší jeskynní systém v České republice (po Amatérské jeskyni) o celkové délce přes třináct kilometrů.
Propadání Jedovnického potoka – Rudické propadání je nejmohutnější propadání v Moravském krasu. Vody Jedovnického potoka postupně padají až do hloubky 90 metrů. V propadání se tak nalézá jeden z nejvyšších vodopádů v České republice. V jeskyni se také nalézá Rudická propast, nejhlubší česká suchá propast, a Obří dóm, jedna z největších jeskynních prostor v Česku. Srbský sifon pak tuto jeskyni spojuje s Býčí skálou.
S Rudickým propadáním bezprostředně sousedí skalní útvar Kolíbky, který je oblíbeným místem horolezců i filmařů.

## Fotogalerie

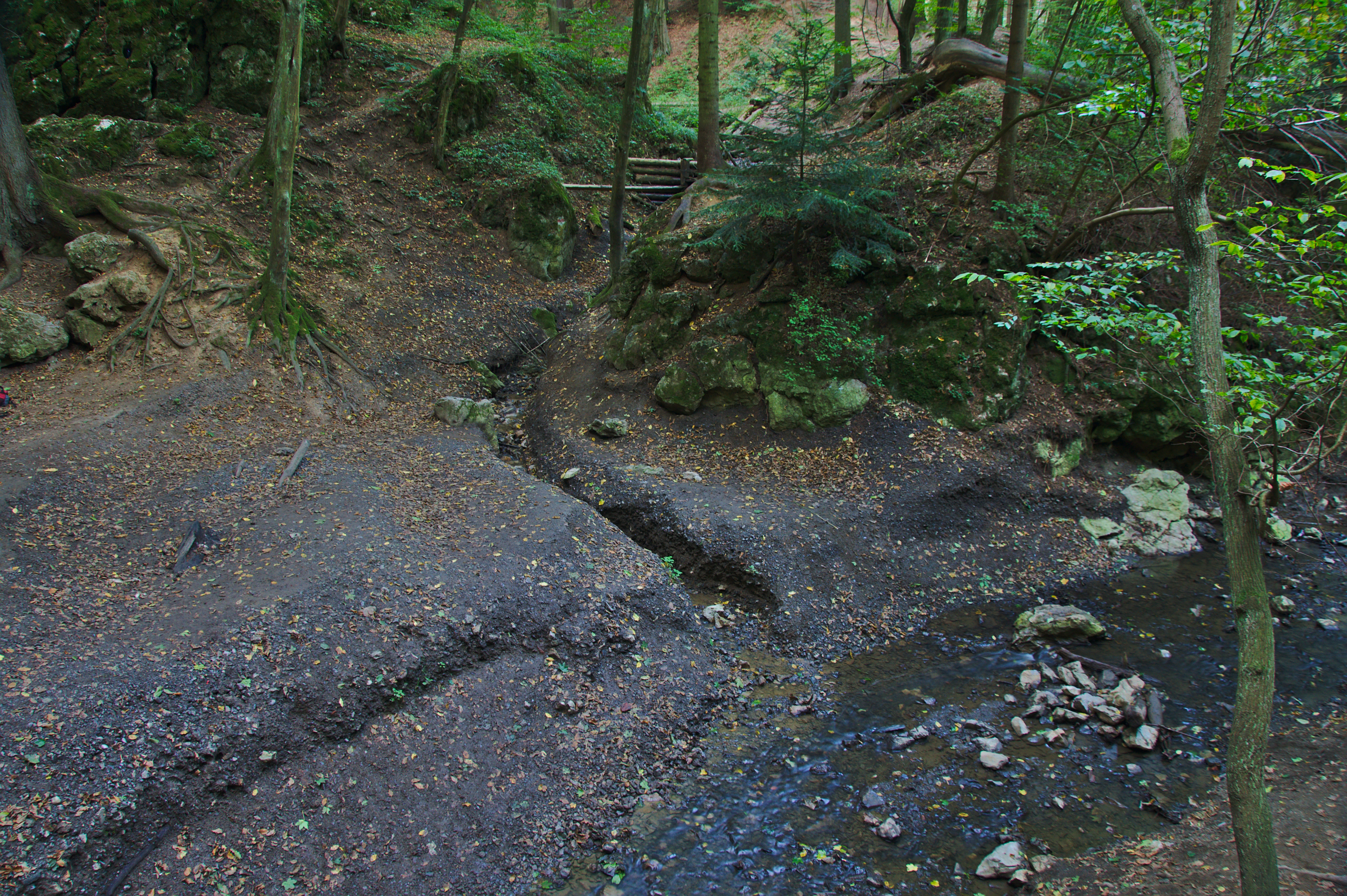
Jedovnický potok těsně před propadáním
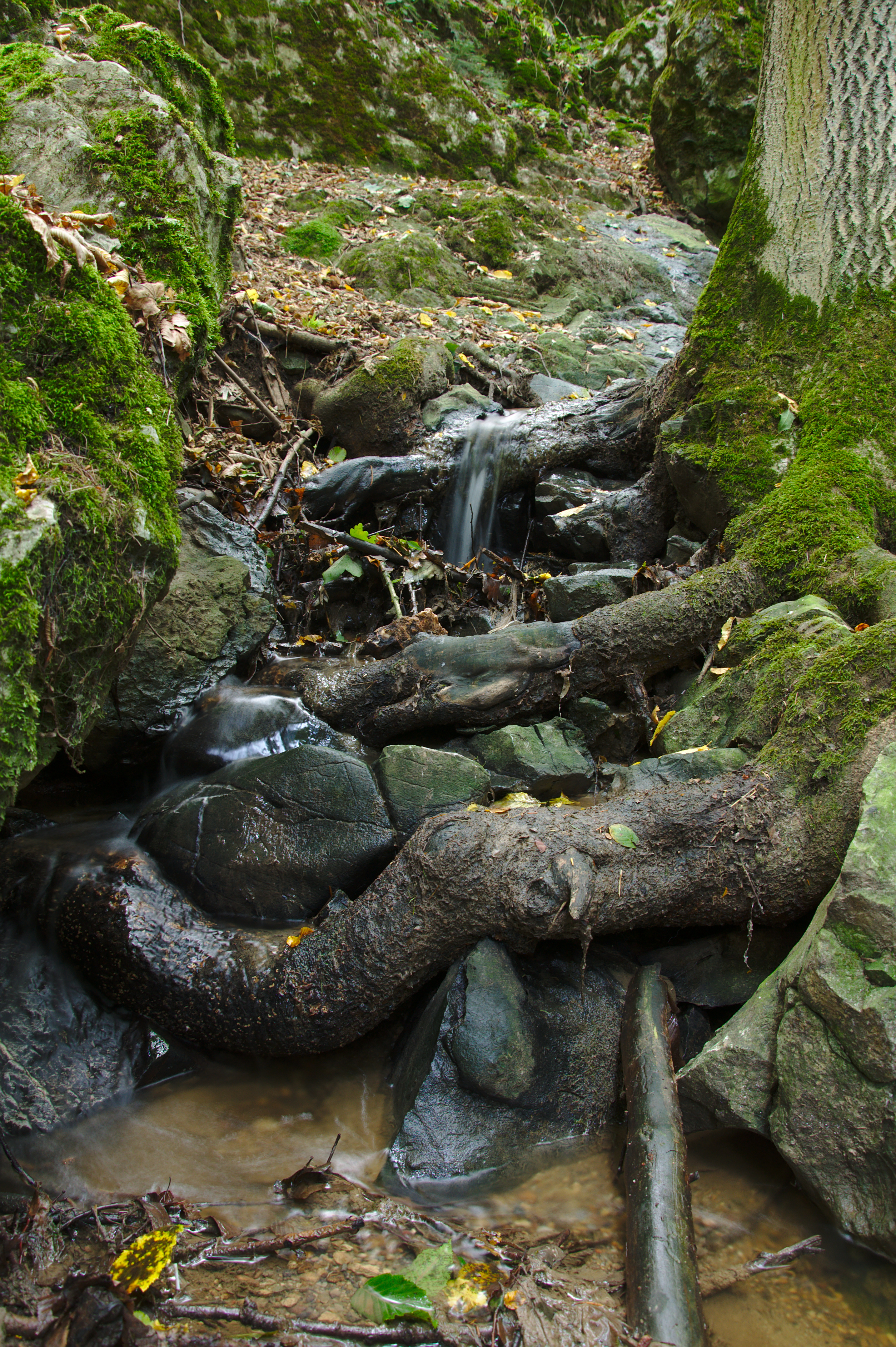
Bezejmenný tok
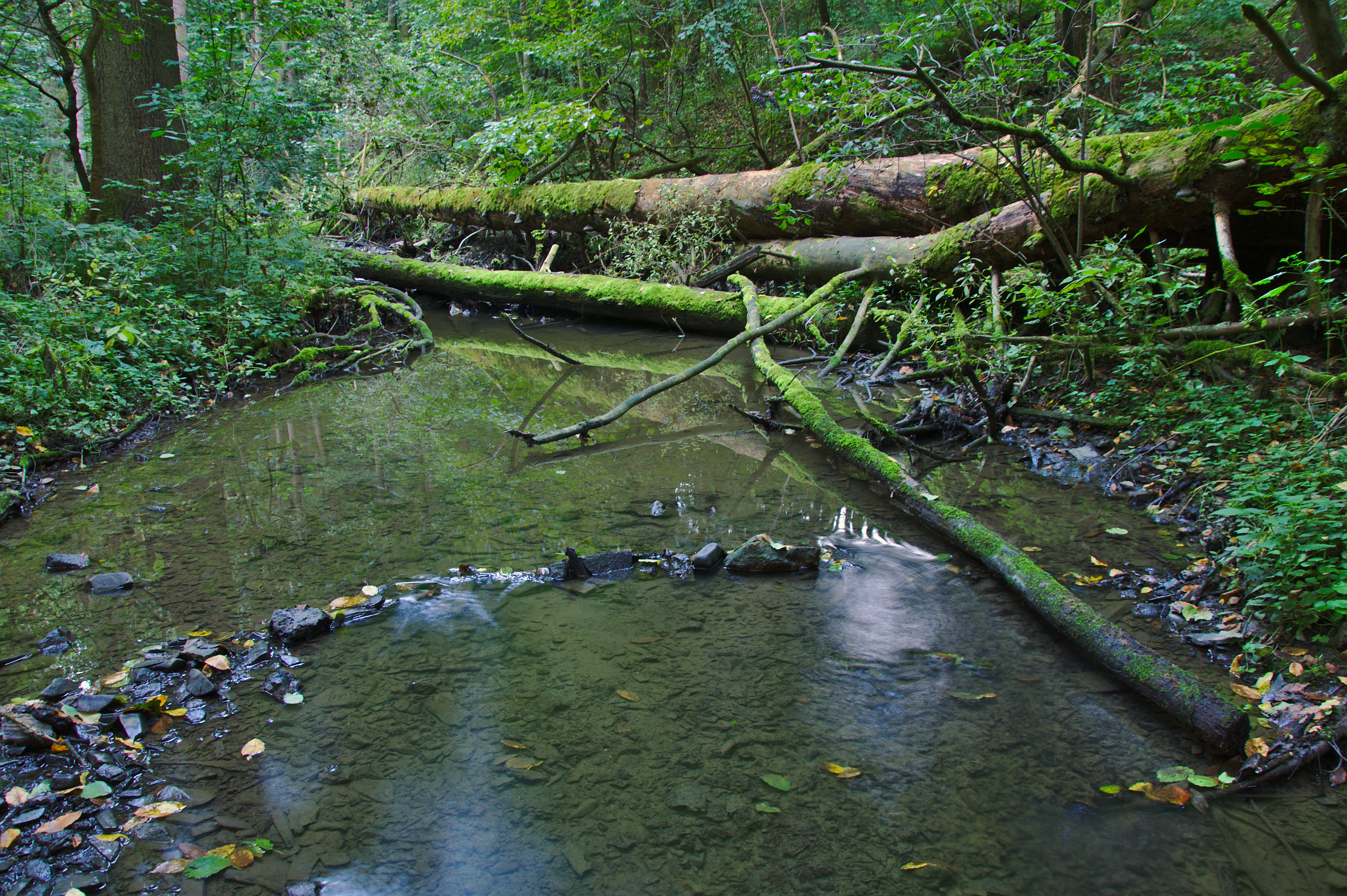
Jedovnický potok před propadáním
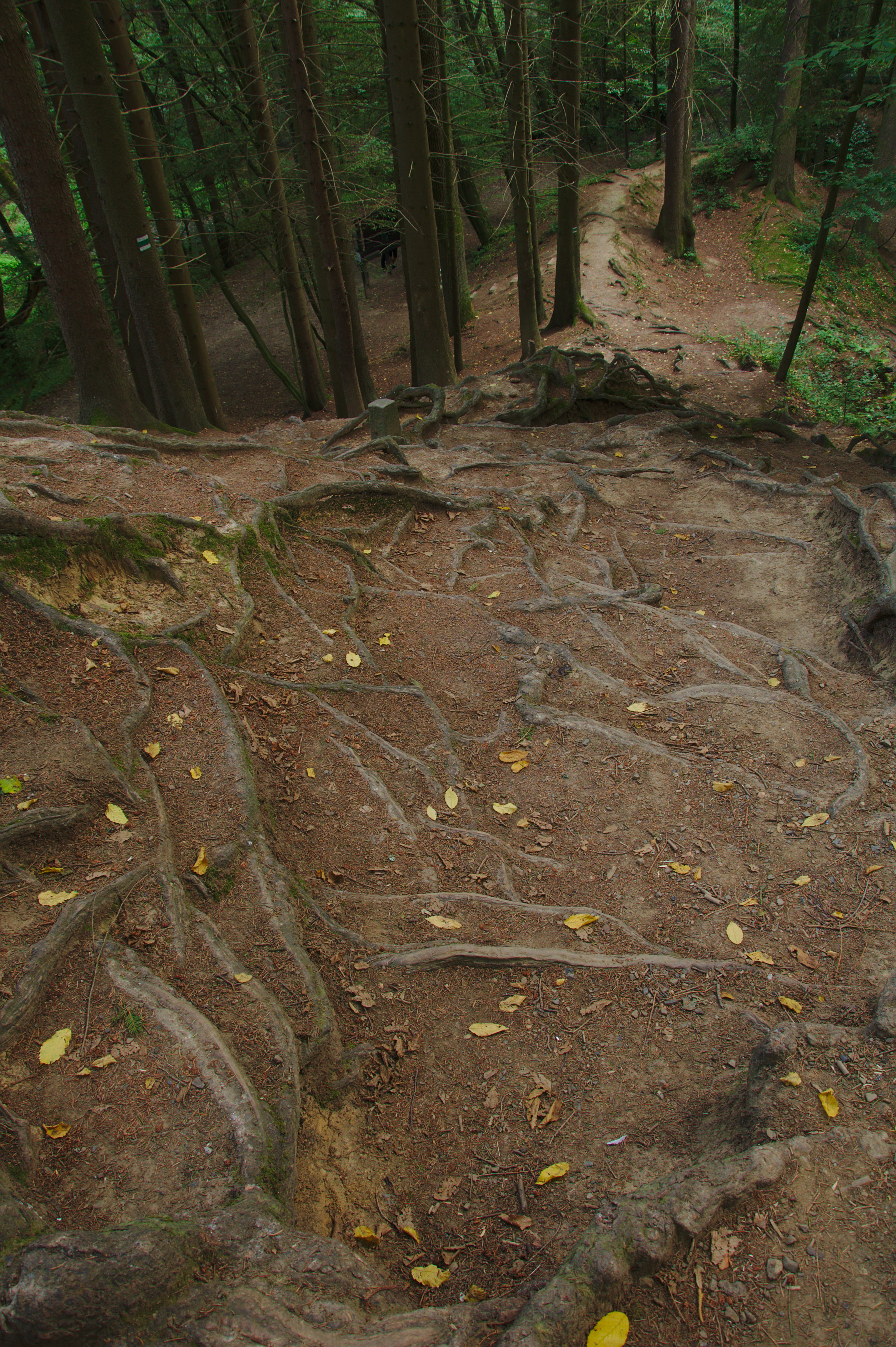
Zelená turistická trasa k propadání
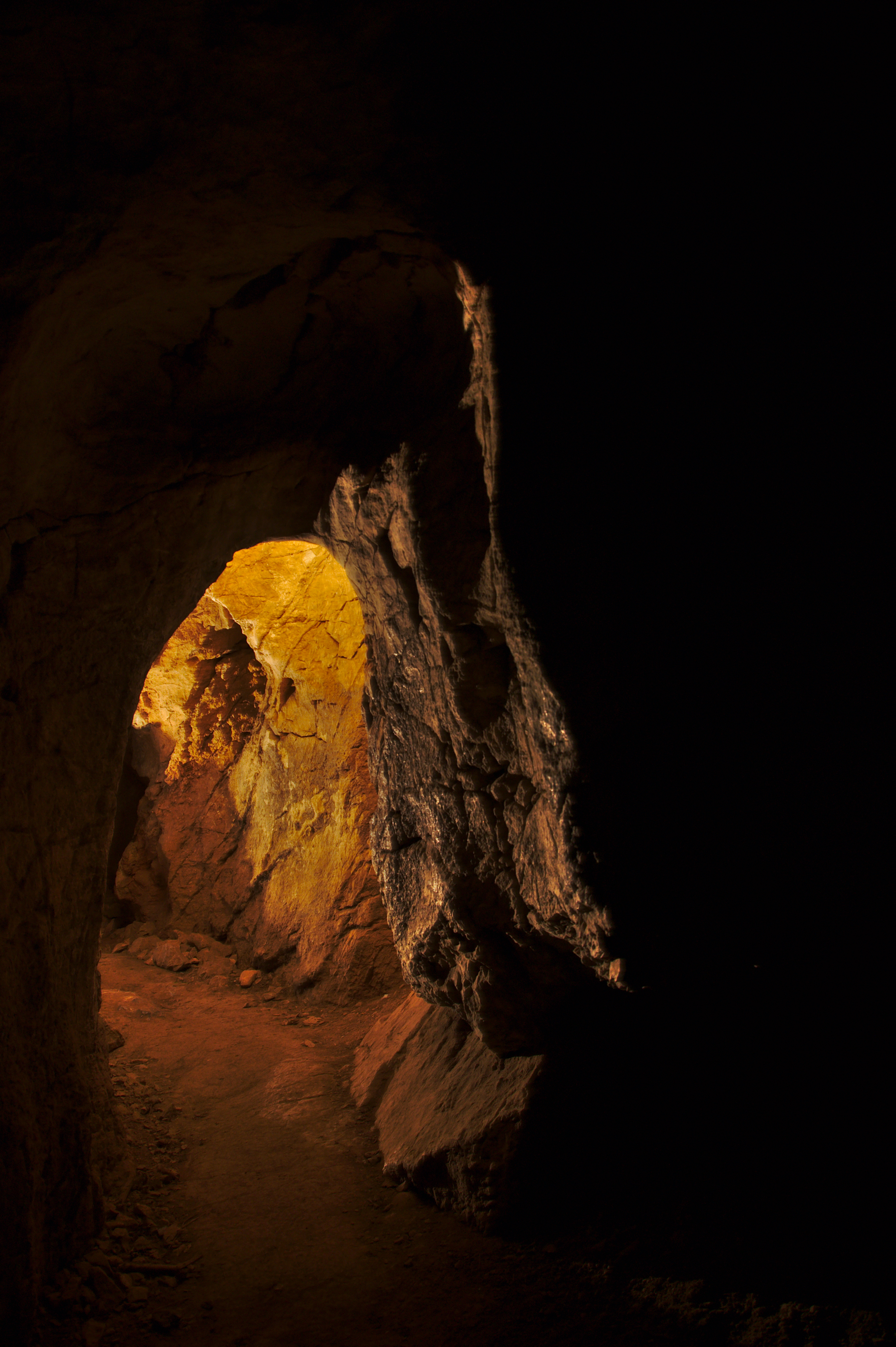
Jeskyně v masivu Kolíbky
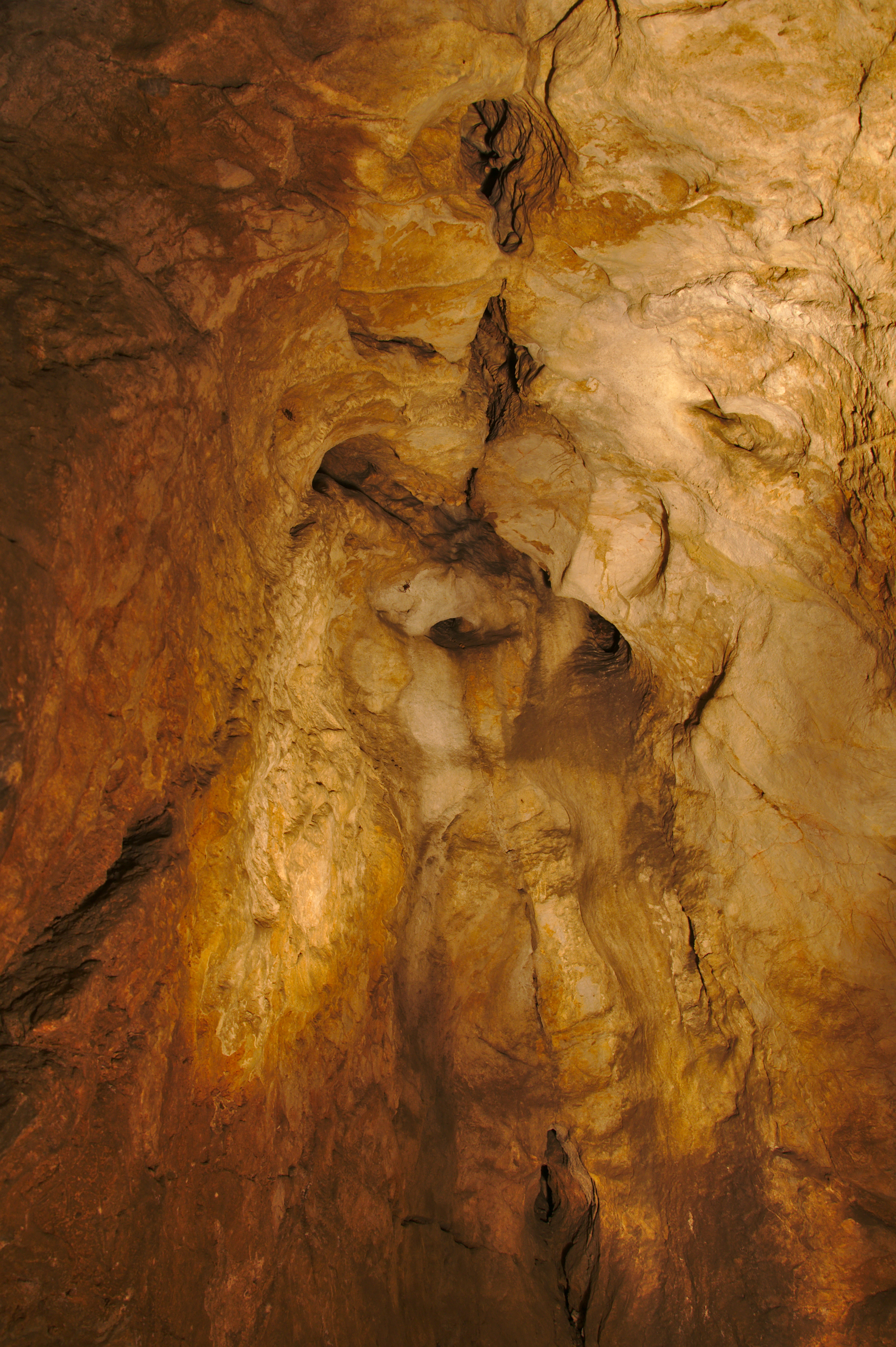
Jeskynní výzdoba
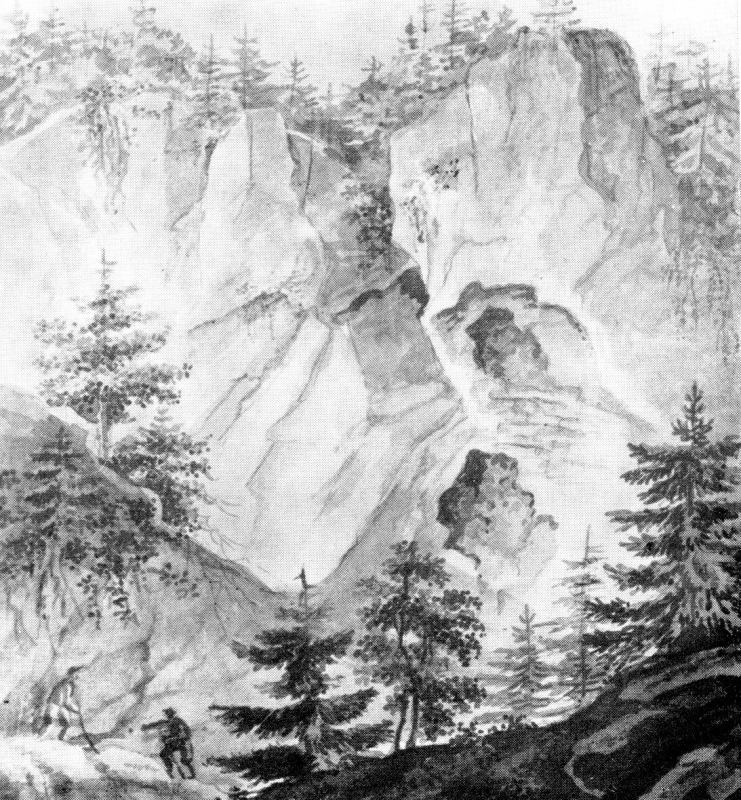
Historická kresba z roku 1822